# Auloniadi

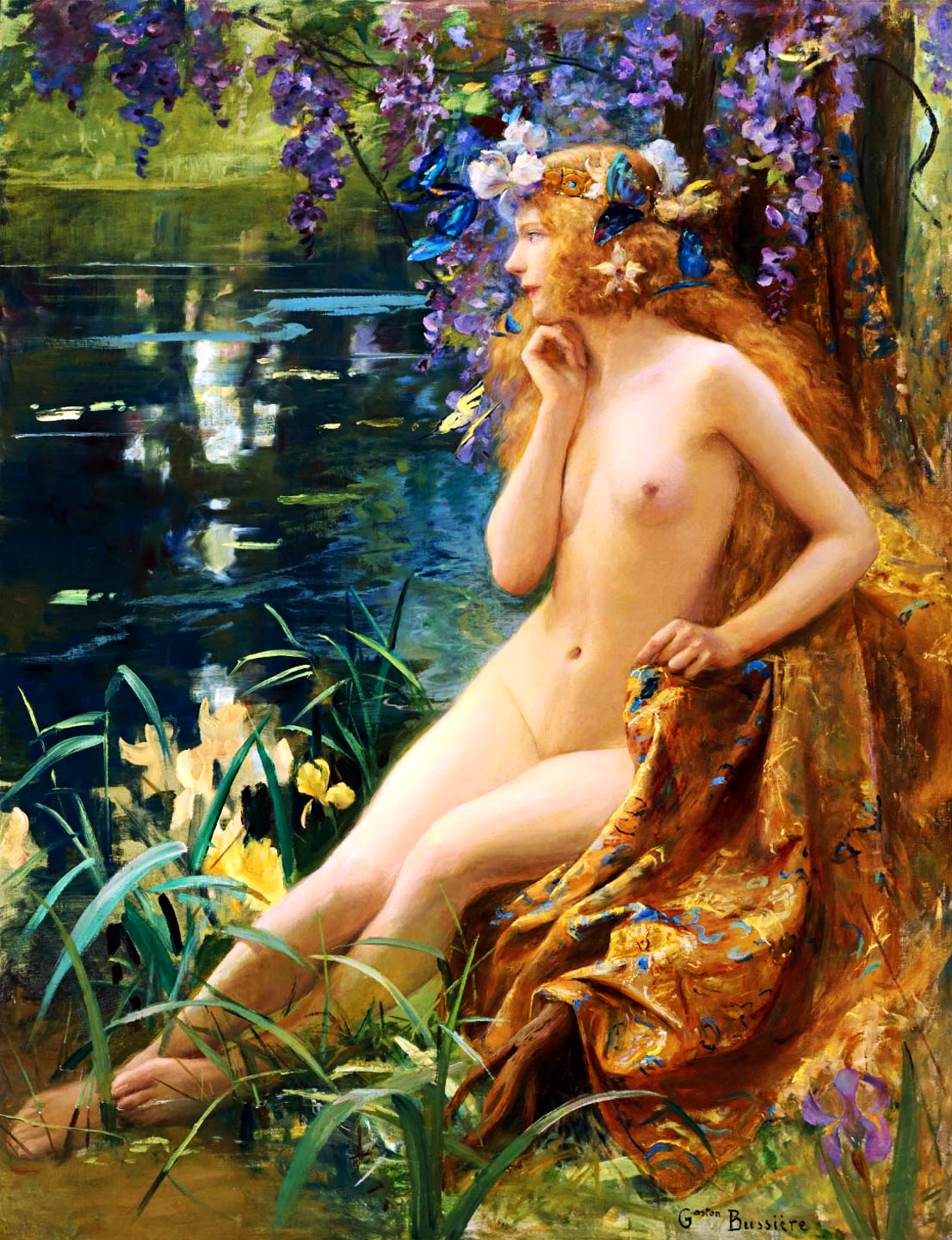
Una ninfa (1900 circa), Gaston Bussière.

Nella mitologia greca, le auloniadi (in greco antico: Αὐλωνίαδες?, Aulōniades) sono le ninfe oreadi associate ai burroni, ai dirupi e alle vallate profonde. Esse potevano essere tuttavia incontrate anche nelle valli fluviali e tra i pascoli di montagna, spesso in compagnia del dio della natura, Pan.
Euridice, per la quale il cantore Orfeo di lei innamorato viaggiò nell'oscuro Ade, viene spesso indicata essere una di loro, o comunque in associazione con le Auloniadi; ella trovò la morte nella valle del fiume Peneo in Tessaglia, nel tentativo di fuggire da Aristeo, il bel figlio del dio Apollo il cui desiderio di possederla venne interrotto dall'intervento di un serpente velenoso che morse la giovinetta ad una caviglia.

## Etimologia
Il nome di questo sottogruppo deriva dal greco antico αὐλωνιάς (aulōniás, "abitanti delle valli"), che deriva a sua volta da αὐλών (aulṓn, "valle, burrone").